# Língua leonesa

Mapa cronológico mostrando o desenvolvimento das línguas do sudoeste da Europa entre as quais o leonês.

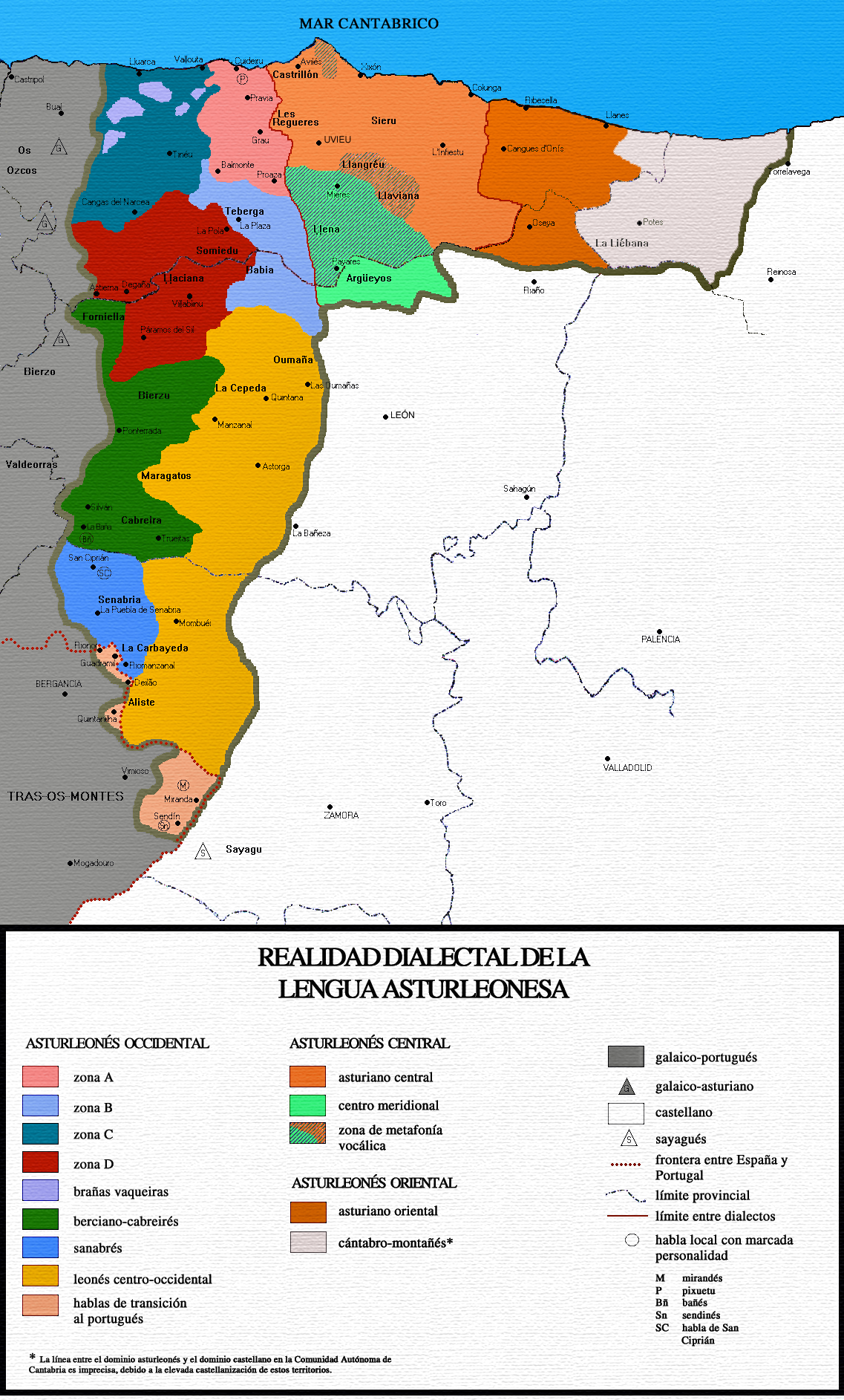

Leonês (llionés) (denominado nas falas tradicionais como cabreirés, senabrés, paḷḷuezu) é o glossónimo usado para fazer referência ao conjunto de falas românicas vernáculas do norte e oeste do domínio linguístico asturo-leonês (que compreende partes a região histórica de Leão – atualmente as províncias de Leão, Samora e Salamanca, esta última já desprovida de quaisquer falantes nativos ou patrimoniais[carece de fontes?]) e em algumas áreas adjacentes em território português. O leonês difere dos dialetos agrupados sob o asturiano, embora não haja uma divisão clara em termos puramente linguísticos. Estima-se que os falantes de leonês rondem atualmente em média 25 mil indivíduos. As partes mais ocidentais das províncias de Leão e Samora pertencem ao território do diassistema galego-português, embora exista continuidade entre os dialetos dos dois domínios linguísticos.
Os dialetos leonês e asturiano são desde há muito reconhecidos como constituintes de um único diassistema linguístico, chamado atualmente de ásture-leonês pela maior parte dos estudiosos mas denominada anteriormente como leonês. Durante a maior parte do século XX, linguistas como Ramón Menéndez Pidal (no seu estudo "Sobre el dialecto leonés" ) referiam-se ao leonês como uma língua ou dialeto histórico descendente do latim, abrangendo dois grupos: por um lado, os dialetos asturianos e, por outro, certos dialetos falados nas províncias de Leão e Samora em Espanha, juntamente com um dialeto relacionado, em Trás-os-Montes.
O leonês carece de normas ortográficas reguladas oficialmente. Várias associações propuseram uma norma própria para o dialeto, diferenciada das já existentes no domínio linguístico asturo-leonês (como o asturiano, regulado pela Academia de la Llingua Asturiana, ou o Anstituto de la Lhéngua Mirandesa, que regula o mirandês), enquanto que outras associações e escritores propõem seguir as normas ortográficas da Academia de la Llingua Asturiana.
Topónimos e outro vocabulário relacionado com o leonês mostram que os seus traços linguísticos possuíram uma maior extensão geográfica no passado, incluindo partes das províncias de Leão, Samora e Salamanca, Cantábria, Estremadura e até a província de Huelva, em grande parte devido à expansão do Reino de Leão no território peninsular.[carece de fontes?]
Derivado do latim, foi sendo implantado como a língua usada tanto a nível público como a nível privado nos territórios do Reino de Leão até que foi sendo progressivamente substituída pelo espanhol, ficando praticamente reduzida ao uso oral após a união dos reinos de Leão e de Castela, onde a língua castelhana adquiriu um papel predominante.
Após vários séculos relegada a um segundo plano,[carece de fontes?] no século XIX iniciou-se a sua recuperação, consolidada ao longo do século XX com autores como Eva González Fernández e especialmente nos primeiros anos do século XXI com uma nova geração de escritores aos que se juntam diversos estudos sociolinguísticos, em simultâneo com várias associações culturais e instituições (sendo reconhecida no Estatuto de Autonomia de Castela e Leão) que promovem o seu uso e difusão.
A UNESCO catalogou o diassistema asturo-leonês como estando em perigo de extinção e recomenda a sua preservação.

## Território e falantes
Por ser uma língua falada por um grupo restrito, o Leonês é falado apenas no norte e oeste da província de Leão e entre gente da Serra de La Cabreira; já se encontra perto de ser extinto em Zamora. Em face disso, o Conselho Leonês, de Zamora, de Coyaza, de Mansiella de las Mulas ou La Bañeza fazem campanhas, em favor da sua não extinção, ensinando o Leonês para a população mais jovem e, também, lutam na tentativa de conseguir aceitação desta linguagem entre a população urbana.
A comunidade que vive em território Leonês e vários partidos políticos têm lutado para criar uma comunidade autônoma leonesa, à margem da comunidade de Castela e Leão, que obteve autonomia em 1983.

## A língua leonesa e outras línguas romances
| Leonês  | Português | Galego       | Francês     | Italiano | Vêneto  | Castelhano    | Catalão | Latim  |
| ------- | --------- | ------------ | ----------- | -------- | ------- | ------------- | ------- | ------ |
| facere  | fazer     | facer        | faire       | fare     | fare    | hacer         | fer     | facere |
| fiyu    | filho     | fillo        | fils        | figlio   | fiolo   | hijo          | fill    | filius |
| fame    | fome      | fame         | faim        | fame     | fame    | hambre        | fam     | fames  |
| gochu   | porco     | porco, cocho | cochon porc | maiale   | porselo | cerdo, puerco | porc    | sus    |
| vieyu   | velho     | vello        | vieux       | vecchio  | vecio   | viejo         | vell    | vetus  |
| chovere | chover    | chover       | pleuvoir    | piovere  | piòvare | llover        | ploure  | pluere |